# John Hatch (basket-ball, 1962)
Pour les articles homonymes, voir Hatch.
Ne doit pas être confondu avec John Hatch (basket-ball, 1947).
John Hatch, né le 23 février 1962, à Calgary, au Canada, est un ancien joueur canadien de basket-ball.

## Palmarès
- 3e du championnat des Amériques 1984, 1988